# Richard Jordan
Richard Jordan, de nom complet Robert Anson Jordan Jr., (Nova York, 19 de juliol de 1937 − Los Angeles, 30 d'agost de 1993) va ser un actor estatunidenc de cinema, teatre i televisió. Va actuar en 55 pel·lícules i sèries de televisió entre 1962 i 1993, tot i que les actuacions al teatre es van iniciar el 1961. Va aconseguir un Globus d'Or com a millor actor de sèrie de televisió (drama) el 1977, i una nominació al Premi Primetime Emmy el 1977, ambdós per la seva actuació de 1976 a Captains and the Kings.

## Biografia

### Joventut i educació
Richard Jordan va néixer en una família d'advocats socialment prominents el 19 de juliol de 1937 a la ciutat de Nova York. Va ser net de Learned Hand, el jurista més important nord-americà membre de la Cort Suprema dels EUA, i el seu padrastre Newbold Morris va ser membre del Consell de la Ciutat de Nova York durant l'administració de l'alcalde Fiorello La Guàrdia. El jove Richard va ser educat en escoles privades de Manhattan i després en l'exclusiu col·legi privat Hotchkiss a Lakeville, Connecticut, on va destacar com a protagonista homònim de Mr. Roberts, que li va valer un lloc en el Sharon (Connecticut). Richard Jordan va ser a Anglaterra com a estudiant d'intercanvi a l'escola Sherbourne, un col·legi privat amb més de 1.000 anys d'antiguitat. Després de graduar-se a Sherbourne, Jordan va entrar a la Universitat Harvard i va aconseguir el títol en tres anys.
Educat a Harvard com a actor de teatre i cinema, Jordan va ser un membre del club de drama, tant com a actor i com a director. Mentre estava a Harvard va decidir convertir-se en actor professional.

### Actor de teatre
Després de graduar-se a Harvard, Jordan va llançar el que seria la seva carrera teatral prolífica a Nova York, fent el seu debut a Broadway al desembre de 1961 en l'obra Take Her, She's Mini, sota la direcció de George Abbott, en el Biltmore Theatre. L'obra, protagonitzada per Art Carney, Elizabeth Ashley i Heywood Hali Broun, va ser un èxit i va aconseguir 404 representacions.
A Generation, comèdia protagonitzada per Henry Fonda, va aconseguir les 300 representacions en la temporada 1965/66. La seva última aparició reeixida a Broadway seria A Patriot for Me de John Osborne, dirigida per Peter Glenville i protagonitzada per Maximilian Schell i Tommy Lee Jones, que feia el seu debut a Broadway. Aleshores, Jordan s'havia establert com un dels líders de l'Off-Broadway i de l'Off-Off-Broadway, que van representar la major part de les obres amb més de 100 representacions en els escenaris de Nova York. Com a actor i director, Richard Jordan va ser una personalitat d'importància en el desenvolupament del teatre Off-Off-Broadway de Nova York, que va florir en la dècada de 1960. Va ser un dels fundadors del Gotham Arts Theater, que va posar en escena obres en una antiga funerària al carrer 43 Oest.
Richard Jordan va passar vuit anys (temporades) amb el Teatre Públic del Festival de Shakespeare de Nova York, de Joseph Papp. Va fer el seu debut en el Festival de Shakespeare el 1963, interpretant "Romeo" enfront de la "Julieta" de Kathleen Widdoes, que es convertiria en la seva esposa. La parella es va casar el 1964, i d'aquest matrimoni de vuit anys va néixer el 1966 una filla, Nina Jordan, més tard coprotagonista al costat del seu pare de la pel·lícula Old Boyfriends (1979).
Va continuar apareixent en els escenaris Off-Broadway i en actuacions itinerants per les principals ciutats dels EUA, a més de nombrosos papers en pel·lícules de cinema i televisió. Jordan va ser el gerent de l'LA Actors Theater a Los Angeles durant la dècada de 1970, on va produir, va dirigir i va escriure les seves pròpies obres. Durant la temporada d'Off-Broadway 1983 a 1984, va guanyar un Premi Obie per la seva actuació en l'obra Protest del dramaturg txec Václav Havel. També va obtenir el Los Angeles Drama Critics Circle Award per la direcció de l'obra de Havel titulada Llarg Desolato (1987).

### Actor de cinema i televisió
Tot i que va aparèixer a la televisió durant la dècada de 1960, Jordan no va fer el seu debut al cinema fins al 1971, quan va aparèixer en un paper secundari en En nom de la llei, obra de Michael Winner (1971), que va disposar d'un elenc de primer nivell, incloent-hi Burt Lancaster, Robert Ryan, Lee J. Cobb i Robert Duvall. No obstant això, va fer el seu paper com l'agent amb cara de nen en The Friends of Eddie Coyle (1973), que el va fer més conegut en el cinema. Amb Captains and the Kings, minisèrie monumental de 1976, va guanyar la seva reputació. La seva actuació com a Joseph Armagh, l'immigrant irlandès que es va convertir en un magnat despietat i va fundar una dinastia americana, li va portar una nominació al Premi Primetime Emmy i l'obtenció del Globus d'or com a millor actor de sèrie de televisió (drama), a més de permetre-li conèixer la seva companya, Blair Brown, amb qui va viure durant molts anys i amb la qual va tenir un fill.
Jordan va interpretar molts papers antipàtics, inclòs aquell en el qual va representar el nazi Albert Speer en la pel·lícula per a televisió The Bunquer (1981). Entre les moltes pel·lícules en què va participar, cal destacar The Friends of Eddie Coyle (1973), The Yakuza (1974), La fuga de Logan (1976), Les Misérables (1978) protagonitzant Jean Valjean, Rescatin el Titanic (1980), The Bunquer (1981), Dune (1984), The Mean Season (1985), A Flaix of Green (1985), The Secret of My Success (1987), Romero (1989), La caça de l'Octubre Roig (1990), Posse (1993) i Gettysburg (1993).
El 1992, Jordan va començar el rodatge de The Fugitive (1993), quan la seva fatal malaltia el va obligar a abandonar la producció. El paper definitiu de Jordan va ser el del brigadier general Lewis Armistead en la pel·lícula Gettysburg (1993), en la qual va tenir una actuació notable.

### La seva defunció
Richard Jordan va morir d'un tumor cerebral a Los Angeles, Califòrnia, el 30 d'agost de 1993. Tenia 56 anys.

## Filmografia
Filmografia:
- En nom de la llei (Lawman) (1971)
- Valdez Is Coming (1971)
- The Trial of the Catonsville Nine (1972)
- Chato l'apatxe (Chato's Land) (1972)
- Kamouraska (1973)
- The Friends of Eddie Coyle (1973)
- Yakuza (The Yakuza) (1974)
- Rooster Cogburn (1975)
- La fuga de Logan (Logan's Run) (1976)
- Captains and the Kings (1976) (minisèrie TV)
- Alibis (1977)
- Interiors (1978)
- Les Misérables (1978)
- A Nightingale Sang in Berkeley Square (1979)
- Old Boyfriends (1979)
- Raise the Titanic (1980)
- The Bunker (1981)
- A Flash of Green (1984)
- Dune (1984)
- The Mean Temporada (1985)
- Secrets indiscrets (The Men's Club) (1986)
- Nens solars (Solarbabies) (1986)
- The Murder of Mary Phagan (1987)
- The Secret of My Success (1987)
- Romero (1989) com Rutilio Grande
- La caça de l'Octubre Roig (The Hunt for Red October) (1990)
- Delusion (1991)
- Trenta minuts per morir (Timebomb) (1991)
- Heaven Is a Playground (1991)
- Shout (1991)
- Primary Motive (1992)
- Posse (1993)
- Gettysburg (1993)

## Premis i nominacions
Premis
- 1977: Globus d'Or al millor actor de televisió dramàtic per Captains and the Kings

Nominacions
- 1977: Primetime Emmy al millor actor en minisèrie per Captains and the Kings